# Calliergon subgiganteum
Calliergon subgiganteum là một loài rêu trong họ Amblystegiaceae. Loài này được Kindb. mô tả khoa học đầu tiên năm 1900. Danh pháp khoa học của loài này chưa được làm sáng tỏ. 